# Tomba di Lorenzo de' Medici duca di Urbino
La tomba di Lorenzo de' Medici duca di Urbino è un complesso scultoreo e architettonico in marmo di Michelangelo Buonarroti, databile al 1524-1534 e facente parte della decorazione della Sagrestia Nuova in San Lorenzo a Firenze.

## Storia

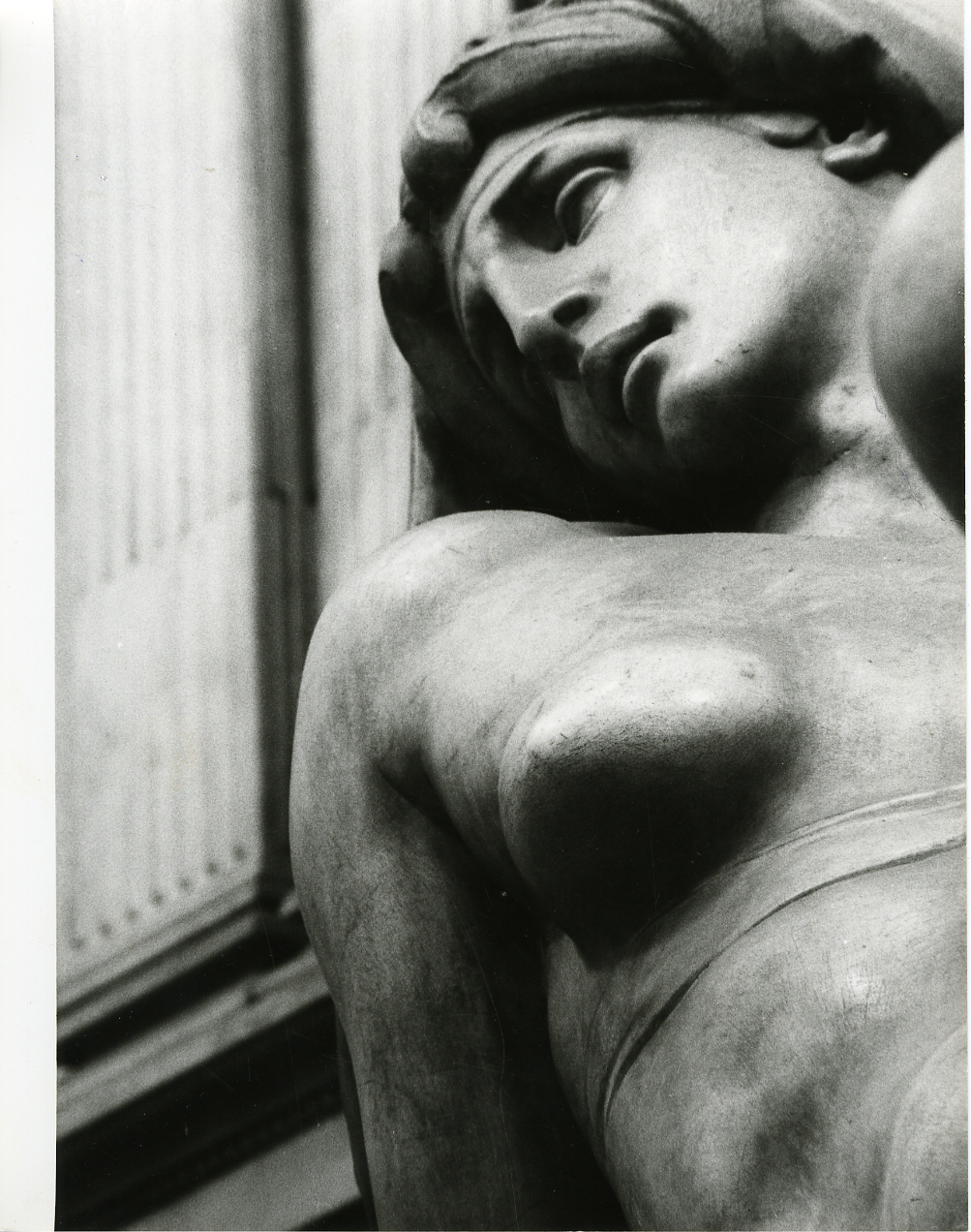
Michelangelo, Aurora, dettaglio del volto. Foto di Paolo Monti, 1975

Con la morte di Lorenzo duca di Urbino nel 1519, ultimo rampollo del ramo principale ("di Cafaggiolo") di Casa Medici (almeno nelle sue ramificazioni legittime), suo zio Giovanni, al soglio pontificio come Leone X, decise di affidare a Michelangelo la realizzazione di una sepoltura monumentale nella chiesa di famiglia a Firenze, facendo un ambiente gemello alla più antica Sagrestia Vecchia di Brunelleschi, prima cappella familiare. Nella cappella sarebbero stati inumati inoltre il fratello del papa Giuliano duca di Nemours (morto nel 1516) e i due "Magnifici", Lorenzo (m. 1492) e Giuliano (m. 1478), rispettivamente padre e zio del papa.
La riprogettazione della Sagrestia Nuova prese avvio già verso il 1519, e i lavori cominciarono nel 1521. Dopo l'interruzione per la morte del papa, ripresero nel 1524, quando l'artista, per il nuovo pontefice mediceo Clemente VII, stabilì definitivamente la struttura architettonica del complesso. I modelli per i sepolcri dei due "duchi" vennero approntati quell'anno. L'opera si protrasse a lungo, anche per i numerosi impegni presi dall'artista (la Biblioteca Medicea Laurenziana, la tomba di Giulio II) ed arrivò, sempre più stancamente, a una soluzione con un numero minore di statue rispetto a quanto programmato: solo tre invece di cinque o sette. Non vennero infatti mai realizzate le due personificazioni di fiumi infernali da porre ai piedi del sepolcro, né le statue per le due nicchie laterali, che forse dovevano rappresentare la Conoscenza e la Volontà e che l'artista voleva probabilmente delegare ad aiuti.
Nella tomba di Lorenzo è sepolto anche il suo presunto figlio illegittimo Alessandro de' Medici, primo duca di Firenze. Personaggio scomodo, non è ricordato da alcuna lapide o indicazione, ma tutte le ricognizioni sulle spoglie nella tomba ne hanno riportato la presenza.

## Descrizione e stile

Il fregio alla base dei sepolcri

### Architettura
Michelangelo studiò un ambiente al tempo stesso organico e drammatico, con le tombe che non sono semplicemente addossate alle pareti, ma ne fanno direttamente parte, con un rapporto diretto e indissolubile tra le membrature architettoniche, il sarcofago e le statue.
Le spoglie del duca Lorenzo sono all'interno di una cassa marmorea, ispirata a un'antica nel Pantheon retta da due piedritti e sormontata da un arco di catenaria spezzato al centro e ornato da volute alle estremità. Ai lati esterni dei piedritti si trovano fregi decorativi con crani d'ariete, motivo dell'arte romana, medaglioni da cui sporgono corde (che ricordano il trasporto delle casse dei defunti), una conchiglia di Capasanta, motivo cristiano che ricorda il pellegrinaggio dell'anima. Più in basso sullo zoccolo, sempre di lato, si trova un rilievo con una patera. Sulle due porzioni dell'arco si trovano le personificazioni delle fasi della giornata, una maschile e una femminile, in questo caso il Crepuscolo e l'Aurora.
La linea spezzata sopra il sarcofago è stata interpretata come un'apertura simbolica attraverso cui l'anima si distacca dal corpo e trova immagine nel ritratto idealizzato di Lorenzo, che si trova nella nicchia centrale del partito superiore. Se il registro inferiore è più semplice (composto da specchiature che fanno da sobrio sfondo alle statue), quello superiore, separato da un cornicione dentellato con un fregio di mascheroni, è più articolato.
La tripartizione in verticale, presente anche nella parte inferiore, è qui evidenziata da paraste scanalate e con capitelli fantasiosi (nei cui mascheroni si anticipa l'arte manierista), le quali incorniciano la nicchia centrale di forma rettangolare e con architrave e, sopra di essa, una tabella liscia; ai lati invece si trovano due nicchie simmetriche con timpano ad arco, volute decorate a squame di pesce e, in alto, sopra il timpano, dragoni grotteschi a bassorilievo, dalle code ondulate come nastri. Oltre la trabeazione sporgente si trova poi un attico, che rende esplicito il modello dell'arco di trionfo romano a tre fornici. Sull'attico si trovano decorazioni a bassorilievo (festoni, anfore e nastri), una voluta a mo' di chiave d'arco e, in corrispondenza delle paraste, dadi con coppie di balaustri.

### Sculture

Statue sulla tomba di Lorenzo

Il ritratto di Lorenzo de' Medici duca di Urbino è in atteggiamento pensoso, secondo una precisa tipologia rinascimentale detta del "melanconico", dai risvolti alchemici. La sua posizione è anche stata letta come un riferimento alla "vita contemplativa" della dottrina neoplatonica.
Le due parti del giorno, Crepuscolo e Aurora, sono invece una riflessione sul trascorrere del tempo e sul destino umano: non a caso, i ritratti sia di Lorenzo che di Giuliano rivolgono il loro sguardo alla Madonna col Bambino, fine e sollievo dell'umana sofferenza.
- Ritratto di Lorenzo de' Medici duca di Urbino (1525 circa)
- Aurora (1524-1527)
- Crepuscolo (1524-1531)

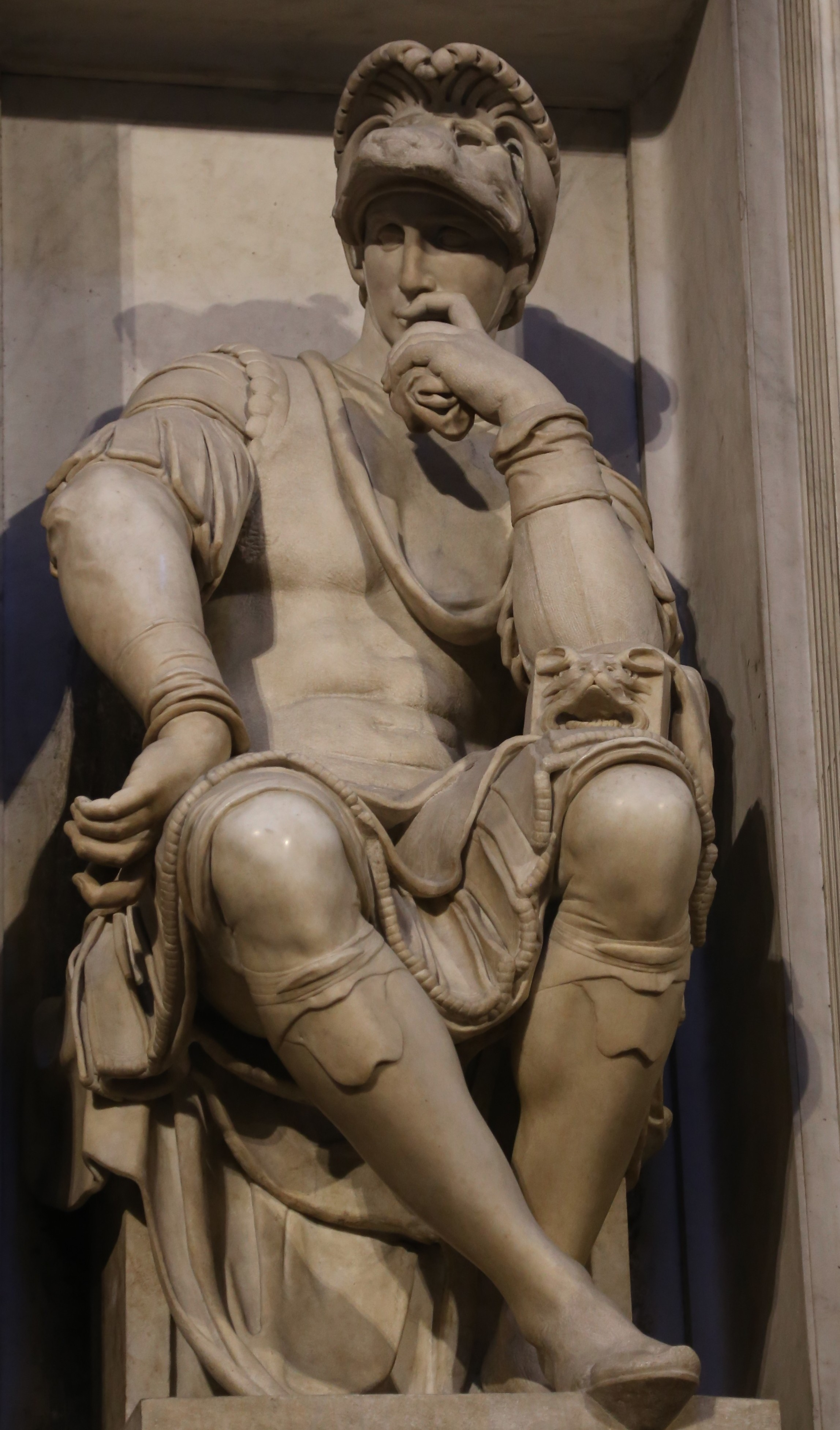
Ritratto di Lorenzo de' Medici duca di Urbino
Crepuscolo
Aurora
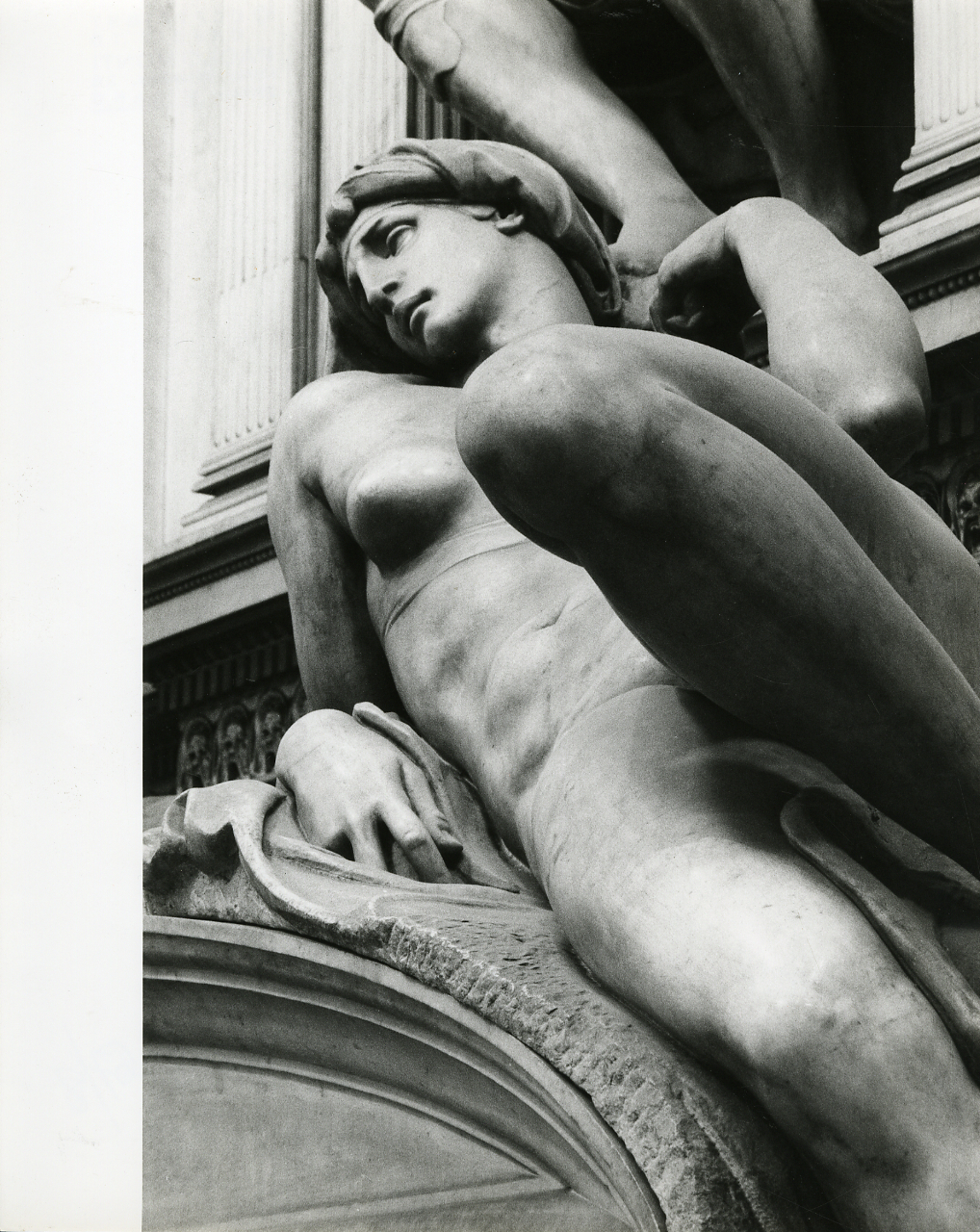
Aurora, dettaglio. Foto di Paolo Monti, 1975